# Грембкув (гміна)
Гміна Грембкув (пол. Gmina Grębków) — сільська гміна у центральній Польщі. Належить до Венґровського повіту Мазовецького воєводства.
Станом на 31 грудня 2011 у гміні проживало 4573 особи.

## Площа
Згідно з даними за 2007 рік площа гміни становила 130.75 км², у тому числі:
- орні землі: 76.00%
- ліси: 17.00%

Таким чином, площа гміни становить 10.72% площі повіту.

## Населення
Станом на 31 грудня 2011:
| Опис     | Загалом | Загалом | Чоловіки | Чоловіки | Жінки | Жінки |
| -------- | ------- | ------- | -------- | -------- | ----- | ----- |
| одиниця  | осіб    | %       | осіб     | %        | осіб  | %     |
| все      | 4573    | 100     | 2335     | 51.06    | 2238  | 48.94 |
| міське   | 0       | 100     | 0        |          | 0     |       |
| сільське | 4573    | 100     | 2335     | 51.06    | 2238  | 48.94 |

## Сусідні гміни
Гміна Грембкув межує з такими гмінами: Вежбно, Калушин, Котунь, Лів, Мокободи.